# طريق الصعيد الحر
طريق الصعيد الحر أو طريق الصعيد الصحراوي الشرقي أو طريق الجيش طرق حر وأحد الطرق الرئيسية في جمهورية مصر العربية، يربط بين العاصمة المصرية القاهرة، ومدينة أسيوط بصعيد مصر بطول 309 كم، وتديره الشركة الوطنية لإنشاء وتنمية الطرق، تبلغ سعة الطريق في الاتجاه الواحد ثلاثة حارات مرورية مخصصة للسيارات وحارتين مروريتين مخصصتين للنقل الثقيل بإجمالي عرض 52 متراً.
يبدأ الطريق شمالاً من التقاطع مع طريق النصر داخل نطاق محافظة القاهرة، ويمتد جنوباً حتى ضواحي مدينة أسيوط، ويخترق الصحراء الشرقية بموازاة نهر النيل، يمر الطريق على محافظتين هما محافظة بني سويف، محافظة المنيا، كما يتقاطع الطريق مع عدة طرق رئيسية هي الطريق الدائري (الإقليمي)، طريق بني سويف - الزعفرانة، طريق الشيخ فضل - رأس غارب، وكذلك عدة محاور عرضية على نهر النيل تربطه مع طريق القاهرة - أسوان الصحراوي الغربي هي محور عدلي منصور، محور بني مزار، محور سمالوط، ومحور ديروط، ويضم الطريق العديد من مصانع الأسمنت والحديد والصلب.